# Les Amours de deux bêtes

Les Amours de deux bêtes offerts en exemple aux gens d’esprit (sous-titrée Histoire animau-sentimentale) est une nouvelle satirique d'Honoré de Balzac parue en livraison de 1840 à 1842, puis en livre illustré en deux volumes de 1844 à 1845, dans l'ouvrage collectif Scènes de la vie privée et publique des animaux.
Le texte est dédicacé par le « rédacteur » à mademoiselle Anna Granarius, personnage humain du conte et amoureuse de l’élève de son père, éminent naturaliste. On reconnaîtra facilement dans cette pochade un Paul et Virginie animalier. Paul, cochenille capturée en Afrique pour la reproduction en laboratoire, refuse obstinément tout rapport sexuel car il demeure fidèle à son grand amour : la chenille Virginie restée au pays. Anne Granarius, émue par l’attitude de l’insecte, s’arrange avec son amoureux pour réunir Paul et Virginie qui ne cesseront de se reproduire.
Balzac s’est beaucoup amusé à décrire les serres tropicales et aussi la « faune » des naturalistes, avec des allusions à Georges Cuvier et Étienne Geoffroy Saint-Hilaire, lançant également force clins d’œil aux Orientales de Hugo, aux cigares de George Sand et au Roméo et Juliette d’Hector Berlioz.